# Francis Jacobs (Fußballspieler)
Francis Jacobs (* 28. Februar 2005 in Laguna Beach, Kalifornien) ist ein US-amerikanisch-englischer Fußballspieler auf der Position eines Mittelfeldspielers, der seit 2019 im Kader des USL-Championship-Franchises Orange County SC steht.
Als er am 26. Juli 2019 seinen Profivertrag beim Franchise unterzeichnete, war er 14 Jahre, vier Monate und 29 Tage alt und damit der jüngste jemals unter Vertrag genommene männliche Fußballspieler in der Geschichte des US-amerikanischen Fußballsports. Dabei übertraf er den bisherigen Rekord von Freddy Adu, der bei seinem Wechsel zum Major-League-Soccer-Franchise D.C. United im Jahr 2003 14 Jahre, fünf Monate und 16 Tage alt war. Adu hält weiterhin (Stand: März 2021) den Rekord für den jüngsten jemals in einer Major League – unabhängig der Sportart – verpflichten Spieler.

## Vereinskarriere

### Karrierebeginn in der Heimat
Francis Jacobs wurde am 28. Februar 2005 als Sohn des Anwalts Jeffrey „Jeff“ G. Jacobs und dessen Ehefrau Cindy (geborne Newman), die einen Doctor of Philosophy in Education besitzt, in der kalifornischen Küstenstadt Laguna Beach geboren. Hier wuchs er auch auf und erlernte das Fußballspielen durch seine zwei älteren Brüder. Die Familie der Mutter wanderte in den 1980er Jahren von Südafrika nach England aus, weshalb Jacobs über seine Mutter auch im Besitz eines englischen Passes ist. In noch jungen Jahren begann er mit dem Fußballspielen und wurde dabei vor allem in lokalen Nachwuchsausbildungsvereinen trainiert. Spätestens seit 2016 spielte er für die Irvine Strikers, einer zur U.S. Soccer Development Academy gehörenden Organisation, für die er anfangs in der U-12 zum Einsatz kam. Der Trainingsplatz der Strikers liegt nur wenige hundert Meter Luftlinie von der Anwaltskanzlei seines Vaters entfernt. Bei seinen sechs Meisterschaftseinsätzen in der Saison 2016/17 kam er stets als Ersatzspieler auf den Rasen. Seine Einsatzzahlen stiegen in der darauffolgenden Spielzeit, als er als Stammkraft im defensiven Mittelfeld des U-14-Teams zu 24 Ligaauftritten, davon 20 von Beginn an, kam. Parallel dazu absolvierte er als Spieler in der Startformation auch zwei Meisterschaftsspiele für das U-13-Team der Irvine Strikers.
In der Saison 2018/19 gehörte er nur mehr sporadisch zum U-14-Kader, für den er nur noch sieben Partien als Ersatzkraft absolvierte. Stattdessen trat Jacobs für die U-15-Mannschaft in 19 Spielen in Erscheinung, von denen er in 17 in der Startformation war. Nach der regulären Saison kam er auch noch in drei Play-off-Spielen seiner Mannschaft von Beginn an zum Einsatz. Wie schon davor blieb der zumeist im defensiven bzw. zentralen Mittelfeld eingesetzte Jacobs auch in dieser Saison torlos. In der nachfolgenden Spielzeit 2019/20, die aufgrund der COVID-19-Pandemie vorzeitig abgebrochen wurde, kam Jacobs gleich in drei verschiedenen Mannschaften der Nachwuchsorganisation aus der Universitätsstadt Irvine, aus der bislang (Stand: März 2021) bereits acht spätere US-amerikanische A-Nationalspieler und zahlreiche spätere Profispieler hervorgegangen sind, zum Einsatz. So absolvierte er Meisterschaftsspiele für die U-15-, die U-16-/U-17- und die U-18-/U-19-Mannschaften. Bei seinen Einsätzen für letztgenannte Mannschaft war er gerade einmal 14 Jahre alt.

### Jüngster männlicher Profispieler im US-Fußball
Nachdem er bereits einige Jahre vom einstigen Profispieler Braeden Cloutier, seit 2017 Trainer des Orange County SC mit Spielbetrieb in der zweitklassigen nordamerikanischen USL Championship, beobachtet worden war, wurde Jacobs nach Absprache zwischen Cloutier, Oliver Wyss, dem General Manager und President of Soccer Operations, und Frans Hoek, dem technischen Direktor und Berater des Franchises, im Mai 2019 zu einem Probetraining eingeladen. Davor hatte er bereits im Jahr 2016 ein Probetraining beim 1. FC Köln und 2017 ein Probetraining bei Bayer 04 Leverkusen absolviert. Da er beim Probetraining im Mai überzeugen konnte und man beim Franchise davon überzeugt war, dass der großgewachsene Spieler aufgrund seiner Physis mit den anderen Spielern konkurrieren könnte, wurde ihm in weiterer Folge ein Profivertrag angeboten.
Als er am 26. Juli 2019 seinen Profivertrag beim Franchise unterzeichnete, war er 14 Jahre, vier Monate und 29 Tage alt und damit der jüngste jemals unter Vertrag genommene männliche Fußballspieler in der Geschichte des US-amerikanischen Fußballsports. Dabei übertraf er den bisherigen Rekord von Freddy Adu, der bei seinem Wechsel zum Major-League-Soccer-Franchise D.C. United im Jahr 2003 14 Jahre, fünf Monate und 16 Tage alt war. Adu hält weiterhin (Stand: März 2021) den Rekord für den jüngsten jemals in einer Major League – unabhängig der Sportart – verpflichten Spieler. Bei den Frauen hält Olivia Moultrie, die im Februar 2019 mit 13 Jahren ihren ersten Profivertrag unterzeichnet und sich mit elf Jahren bereits für ein Collegeteam entschieden hatte und ein Stipendium annahm, den aktuellen Altersrekord (Stand: März 2021).
Beim Zweitligisten nahm er anfangs jeden Morgen an den Trainings der Profis teil, besuchte nachmittags eine lokale Privatschule und absolvierte vier Mal die Woche Extratrainingseinheiten und Video-Sessions mit Didier Crettenand, der sich seit 2015 beim Franchise befand. Davor erhielt er von seiner Mutter Hausunterricht. Sollte Jacobs mehr Spielpraxis benötigen, wurde auch die Möglichkeit eingeräumt, diese bei seinem Jugendklub, den Irvine Strikers, zu erlangen. Obwohl er gleich nach seiner Vertragsunterzeichnung spielberechtigt gewesen wäre, wurde er von Cloutier im Spieljahr 2019 nicht mehr berücksichtigt, sondern kam vorrangig noch für die Strikers zum Einsatz. Als Fünfter der Wester Conference zog das Franchise in weiterer Folge in die Play-offs ein, scheiterte in diesen jedoch bereits in den Conference Quarterfinals gegen die Real Monarchs.
Erst im nachfolgenden Spieljahr 2020 saß Jacobs erstmals in einem Meisterschaftsspiel auf der Ersatzbank der Mannschaft. Nachdem die Liga jedoch nach der ersten Runde aufgrund der COVID-19-Pandemie ihren Spielbetrieb unterbrechen musste und erst wieder nach vier Monaten, im Juli 2020, fortgesetzt wurde, konnte der junge Mittelfeldakteur erst in dieser Zeit zu Einsätzen kommen. Nachdem er davor einige Male ohne Einsatz auf der Ersatzbank gesessen war, setzte ihn Cloutier am 18. September 2020 bei einem 1:0-Heimsieg über die Las Vegas Lights in der vierten Minute der Nachspielzeit für den einzigen Torschützen des Abends, Darwin Jones, ein. Zu diesem Zeitpunkt war Jacobs 15 Jahre und 203 Tage alt. Da die Liga aufgrund der Pandemie während der Spielpause komplett neu strukturiert und die Liga danach in acht Gruppen zu je vier bzw. fünf Mannschaften ausgetragen wurde, war es ein weiteres Spiel gegen die Las Vegas Lights, in dem Jacobs in diesem Jahr zum Einsatz kam. Beim 4:2-Auswärtssieg am 3. Oktober 2020 war der 15-Jährige in der Startformation und wurde ab der 67. Spielminute durch Seth Casiple, der in der 76. Spielminute nach Geld-Rot den Platz wieder verlassen musste, ersetzt. In der Endtabelle rangierte er mit seinem Team in weiterer Folge auf dem dritten Platz der Gruppe B und verpasste somit knapp die Teilnahme an den meisterschaftsabschließenden Play-offs.

### Wechsel nach Schottland
Nachdem er davor bereits von internationalen Klubs umworben worden war, gab am 22. Februar 2021, sechs Tage vor seinem 16. Geburtstag, der schottische Traditionsklub Glasgow Rangers die Verpflichtung des jungen Mittelfeldspielers mit Sommer 2021 bekannt. Zwischen den Rangers und dem nordamerikanischen Zweitligisten besteht seit Dezember 2019 eine Partnerschaft. Bereits im Jahr davor hatte der Rechtsfuß anlässlich eines Probetrainings bei den Schotten Spiele für die Akademie absolviert und war mit der U-16 im Alkass International Cup in Doha im Einsatz gewesen. Nachdem er im ersten Spiel noch als Ersatzspieler zum Einsatz gekommen war, absolvierte er die restlichen vier Partien seiner Mannschaft bereits in der Startformation.

## Nationalmannschaftskarriere
Aufgrund seiner Leistungen bei den Irvine Strikers erhielt Jacobs Einladungen in die US-amerikanische U-14-Nationalmannschaft und gehörte bereits ab 2018 der U-15-Auswahl seines Heimatlandes an. Bis 2019 war er allerdings auch noch Teil des bereits genannten U-14-Kaders. Im Speziellen mit der U-15-Mannschaft nahm er teilweise auch an internationalen Nachwuchsturnieren, so unter anderem an einem UEFA Development Tournament in Polen, teil. Während des Turniers gelang ihm auch ein Treffer gegen die Alterskollegen aus Island.